# Arnold Meyer (Theologe)

Arnold Meyer, um 1914

Arnold Meyer (* 9. August 1861 in Wesel; † 9. Oktober 1934 in Leipzig) war ein deutscher Theologe.

## Leben
Arnold Meyer wurde am 9. August 1861 als Sohn des Gymnasialprofessors Viktor Meyer in Wesel geboren. Er studierte Theologie in Erlangen und Marburg. Er wurde Mitglied des Marburger, Erlanger und Bonner Wingolf. Danach wurde er Pfarrer in Oberkassel. Im Jahre 1891 promovierte er zum Dr. theol. an der Universität Bonn, wo er ein Jahr später als Privatdozent angestellt wurde. 1904 folgte er dem Ruf an die Universität Zürich, wo er zum ordentlichen Professor für Neues Testament und Praktische Theologie bestellt wurde. Von 1910 bis 1912 amtierte er dort als Rektor.
Arnold Meyer, der mit Ida (geborene Langguth) verheiratet war, verstarb am 9. Oktober 1934 in Leipzig.

## Wirken
Meyer lieferte wichtige Beiträge zur religionsgeschichtlichen Erforschung des Neuen Testaments und dessen Umwelt. Als Vertreter der Liberalen Theologie war er in der Frage der Auferstehung fast annähernd so radikal wie David Friedrich Strauss, dessen Berufung nach Zürich 1839 verhindert worden war.

## Publikationen
- Jesu Muttersprache, 1896
- Die Auferstehung Christi, 1905
- Das Rätsel des Jakobusbriefs, 1930